# Zitiergesetz
Das sogenannte Zitiergesetz (lateinisch lex citationum) ist ein vom weströmischen Kaiser Valentinian III. beziehungsweise seiner für ihn die Regentschaft führenden Mutter, Galla Placidia Augusta, erlassenes und an den Senat und das Volk von Rom gerichtetes nachklassisches Gesetz aus dem Jahr 426. Die Gerichte wurden darin angewiesen, den Rechtsmeinungen der fünf klassischen Juristen Gaius (um 150), Papinian (etwa 150–212), Ulpian (etwa 170–223), Iulius Paulus (Ende 2. Jahrhundert/Anfang 3. Jahrhundert) und Herennius Modestinus (Mitte des 3. Jahrhunderts) zu folgen.
Das Edikt wurde vom oströmischen Kaiser Theodosius II. an prominenter Stelle (im ersten Buch) seiner Rechtskompilation, dem Codex Theodosianus, von 438 eingefügt und erlangte spätestens zu diesem Zeitpunkt allgemein verbindlichen Charakter.

## Hintergrund und Bedeutung
Aufgabe der streitenden Parteien war es, dem Richter die Rechtsquellen vorzulegen, über die sie ihr Anliegen begründen und den Prozess zu ihren Gunsten entschieden wissen wollten. Anerkannt war vornehmlich Rechtsliteratur (besonders aus der vorklassischen und klassischen Zeit), denn mit diesen Rechtsquellen wurden gültige Gesetze (leges), Kaiserkonstitutionen und Senatsbeschlüsse ausgelegt. Die beigebrachten Quellen wurden von den Anwälten vor dem Richter rezitiert (recitationes). Diese Praxis könnte sich vor Konstantin bereits etabliert haben. Da häufig Zweifel an der Authentizität der vorgetragenen Texte aufkamen und Valentinian III. die Irritationen endlich beseitigen wollte, schränkte er die zulässigen Quellen vor Gericht auf wenige Autoritäten ein.
Die Herstellung von Zitiergesetzen kann als Beginn dessen betrachtet werden, was im mittelalterlichen Kirchenrecht ebenso wie im neuzeitlichen Zivilrecht als communis opinio bezeichnet wird, die sogenannte herrschende Meinung. Sie geht mit der Institutionalisierung von Autoritäten einher, deren gesellschaftliches Anerkenntnis damit eine entscheidende Gewichtung erfährt. Erstmals erprobt wurde das Prinzip unter Kaiser Konstantin, der dazu zwei Gesetze erließ, um schriftsätzliche Rechtskritiken gegen Papinian aus dem Verkehr zu ziehen und dessen Gutachtensammlungen gerichtsfest zu machen.
Gaius wirkte in der hochklassischen Phase, Papinian in die Übergangszeit von der Hoch- zur Spätklassik und Paulus, Ulpian und Modestinus waren Spätklassiker. Die von Gaius verfassten Institutionen legten den Grundstein für das spätantike Werk Justinians, die Institutiones Iustiniani. Wie sein Vorbild handelte es sich um ein an Anfänger des Lehrunterrichts gerichtetes Werk. Enthalten ist es im später so genannten Corpus iuris civilis.

## Auswirkung
Bedeutung hatte das Zitiergesetz für Gerichtsverhandlungen. So war angeordnet, dass bei Entscheidungen das Mehrheitsprinzip unter den fünf Juristen gelten sollte, bei Stimmengleichheit sollte Papinians Ansicht den Ausschlag geben. Die fünf Juristen erlangten aufgrund des Gesetzes den Status von Zitierjuristen. Der Althistoriker Otto Seeck beklagte in seiner Geschichte des Untergangs der antiken Welt 1920 noch, in dem Gesetz verbinde sich „die juristische Verständnislosigkeit des Weibes mit einem geradezu barbarischen Schematismus“, und in der Tat wurde das Edikt oft als Beleg für den Niedergang der Rechtskultur in der Spätantike herangezogen. Doch zeigt sich in dem Gesetz auch der Versuch, die Entscheidungsfindung selbst und die Nachvollziehbarkeit von Entscheidungen in der Gerichtspraxis zu erhöhen. Dafür spricht, dass am Schluss der Konstitution die Geltung der Paulussentenzen bestätigt wurde, die als handliche Rechtssammlung im 5. Jahrhundert wohl allgemein verbreitet war.
Das Zitiergesetz war Teil einer weit ausführlicheren oratio an den Senat von Rom, und insoweit auch einer umfassend konzipierten Rechtsreform. Die in den Kodizes Theodosianus und Iustinianus verstreut erhaltenen Teile haben unter anderem den Gesetzesvorrang, die Verbindlichkeit der Rechtswirkung von Reskripten und familienrechtliche Regelungen im Erbfall zum Gegenstand.